# Hugo van den Berg
Hugo van den Berg (23 mei 1990) is een Nederlands motorcoureur in de 125cc-wegraceklasse.
In 2002 werd Van den Berg zesde op het NK 125cc. Een jaar later haalde hij het podium: hij werd tweede. In 2003 veroverde Van den Berg tijdens het Duits kampioenschap een zesde plek, een jaar later herhaalde hij dat maar toen tijdens het Spaans kampioenschap. In 2006 won Van den Berg een EK-race in Assen.
In 2008 bereikte hij tijdens de TT Assen een 15e plaats in de 125cc-klasse. Daarmee verdiende hij één punt voor het WK-klassement; het was voor het eerst sinds 1996 dat een Nederlander in de 125cc-klasse een punt haalde.

## Erelijst
- 2003 - 2e plaats NK 125cc
- 2006 - 1e plaats EK race Assen
- 2008 - 15e plaats TT Assen 125cc en één punt verdiend voor het wereldkampioenschap.
- 2008 - 35e plaats WK 125cc